# NGC 2304
NGC 2304 is een open sterrenhoop in het sterrenbeeld Tweelingen. Het hemelobject werd op 30 december 1783 ontdekt door de Duits-Britse astronoom William Herschel.

## Synoniemen
- OCL 484